# 浙江开放大学
浙江开放大学，是位于浙江省杭州市的一所公办成人高等院校，采用电视广播、文字音像、远程网络进行教学。

## 历史
1979年，浙江广播电视大学成立。该校在教育部的备案名为浙江省广播电视大学，简称浙江电大。“浙江电大系统”目前包含1所省级电大、10所市级电大、59所县级电大、7所行业系统电大。
2020年11月27日，浙江开放大学揭牌仪式举行，根据《国家开放大学综合改革方案》和《浙江省人民政府关于同意浙江广播电视大学更名为浙江开放大学的批复》，浙江广播电视大学正式更名为浙江开放大学。浙江开放大学作为国家开放大学的浙江区域中心，统一纳入国家开放大学办学体系，业务接受国家开放大学的指导和管理。